# Lamma Island
Lamma Island (kinesiska: 南丫島, 南丫岛) är en ö i Hongkong (Kina). Den ligger i den centrala delen av Hongkong. Arean är 13,6 kvadratkilometer.
Terrängen på Lamma Island är lite kuperad. Öns högsta punkt är Mount Stenhouse, 353 meter över havet. Den sträcker sig 7,1 kilometer i nord-sydlig riktning, och 5,9 kilometer i öst-västlig riktning.
Följande samhällen finns på Lamma Island:
- Yung Shue Wan
- Sok Kwu Wan